# Московська шапка

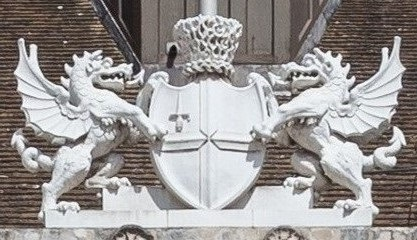
Герб Лондонського Сіті на фасаді Гілдголла

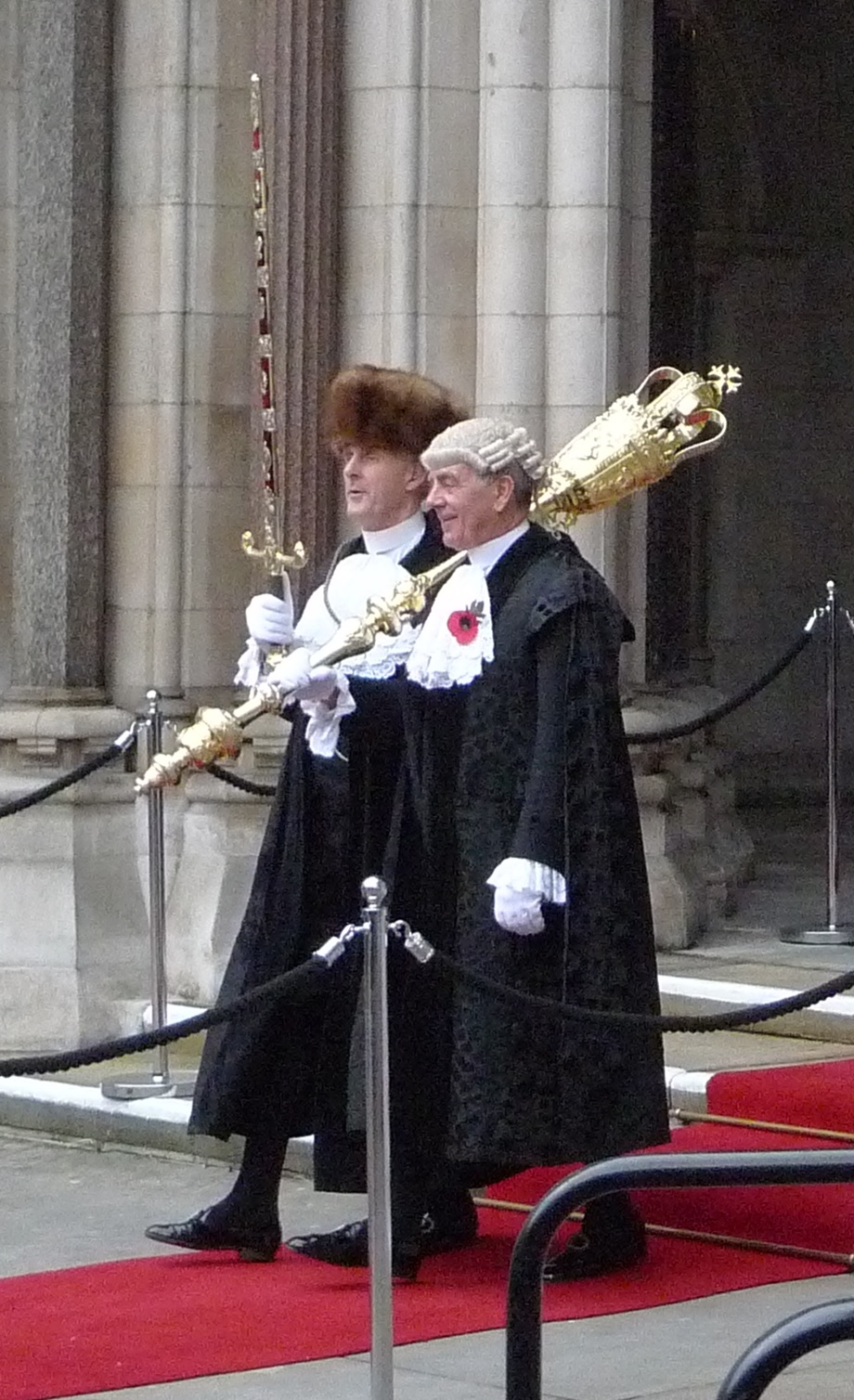
Лорд-мер Лондона та мечоносець у московській шапці 2011 року

Московська шапка (англ. Muscovy hat) — традиційний головний убір лондонського мечоносця (англ. Sword Bearer), що супроводжує лорда-мера Лондона під час урочистих церемоній. До XIX століття також зображувалася на гербі Лондонського Сіті. Назва шапки нагадує про торгівлю з Росією («Московією»), з якої в XVI—XVIII століттях до Англії ввозилося багато хутра.
Московська шапка зроблена зі соболиного хутра і трохи розширюється до верху. Нині її висота становить близько 20 см, раніше вона була вищою. Коли лорд-мер Лондона залишає пост, мечоносець знімає шапку і подає йому з потаємної внутрішньої кишені шапки ключ від сейфа, в якому зберігається міська печатка. Цей ключ потім урочисто передають новому лорду-меру. Той повертає його мечоносцю, просячи зберігати в безпеці. Мечоносець відповідає «Я зберігатиму його під шапкою!» (англ. I shall keep it under my hat!) — і знову ховає ключ у шапку. Ця фраза стала в англійській мові фразеологізмом і означає в переносному значенні «зберігати секрет» або «тримати щось при собі».